# Srpski sokolovi
Srpski sokolovi su srpske četničke dobrovoljačke jedinice koje su djelovale u srpskom ratu protiv Hrvatske i BiH devedesetih godina. Osnovao ih je Siniša Vučinić, koji je travnja 1992. osnovao organizaciju  Zbor, obnavljajući pronacističku stranku Dimitrija Ljotića koja je djelovala 1934-1945. Osnovao je i “Zlatnu ruku” čiji je cilj bio likvidacija svih muslimana. Vučinića je Vojislav Šešelj proglasio za četničkog vojvodu na Ozrenu kolovoza 1992. godine. 2009. osnovao je fašističku organizaciju Srpski četnički pokret Republike Srpske.
Glavni zapovjednik Srpskih sokolova bio je Siniša Vučinić. U početku su bile posebne formacije: Beli orlovi, Mladi ravnogorci i Srpski sokolovi, a vremenom su se prve dvije grupacije utopile u Srpske sokolove. Aktivne vojske na bojištima prema tvrdnjama Siniše Vučinića bilo je 1.500. Većina dobrovoljaca došla je iz Srbije dok ima i onih koji su ondje rođeni, premda ih je bilo i iz Rusije, Bugarske i Grčke. Jedna je od rijetkih formacija koje su djelovale neovisno od JNA.
Njemački tjednik Der Spiegel objavio je snimku na kojima Vučinić tvrdi da su Srpski sokolovi ubili na stotine Muslimana i Hrvata. Tužiteljstvo za ratne zločine navodne tvrdnje je okarakterizirao kao „političko hvalisanje“ jer nikakvi dokazi o mogućim žrtvama nisu pronađeni.

## Vanjske poveznice
- Srbijanske paravojne formacije u posljednjim ratovima
- Paravojne formacije - Dušan silni, Beli orlovi, Srpski sokolovi